# Raión de Volodarski
El raión de Volodarski (ruso: Волода́рский райо́н) es un distrito administrativo y municipal (raión) ruso perteneciente a la óblast de Astracán. Se ubica en el sureste de la óblast. Su capital es Volodarski.
En 2021, el raión tenía una población de 45 974 habitantes. Dos tercios de los habitantes son étnicamente kazajos y solamente algo más de la cuarta parte son étnicamente rusos.
El raión se ubica en la costa del mar Caspio y es fronterizo al este con Kazajistán.

## Subdivisiones
Comprende 74 localidades, agrupadas en los siguientes 21 asentamientos rurales:
- Aktiube (con capital en Trubni)
- Altynzhar
- Bolshói Mogói
- Vinni
- Volodarski (la capital del raión)
- Zelenga
- Kalinino
- Kozlovo
- Krutoye
- Mákovo
- Márfino
- Multanovo
- Novinka
- Novokrásnoye
- Sizi Bugor
- Nizhniaya Sultanovka
- Tishkovo
- Tulugánovka
- Tumak
- Novi Rychán
- Tsvetnoye